# Bohdaneč
Bohdaneč (en allemand : Bochdanetsch) est une commune du district de Kutná Hora, dans la région de Bohême-Centrale, en République tchèque. Sa population s'élevait à 422 habitants en 2020.

## Géographie
Bohdaneč se trouve à 10 km au nord-est de Zruč nad Sázavou, à 20 km au sud de Kutná Hora et à 66 km à l’est-sud-est de Prague.
La commune est limitée par Zbraslavice et Černíny au nord, par Bludov et Třebětín à l'est, par Bělá au sud, et par Pertoltice, Ostrov u Bohdaneč et Slavošov à l'ouest.

## Histoire
La première mention écrite de la localité date de 1233.